# Архідам III
Архідам III (дав.-гр. Ἀρχίδαμος Γ΄; д/н — 338 до н. е.) — цар Спарти в 360—338 роках до н. е. Намагався відновити потугу Спартанського поліса.

## Життєпис

### Молоді роки
Походив з династії Евріпонтидів (Проклідів). Син царя Агесілая II. Замолоду брав участь у державних справах, допомагаючи батькові.
Про дату народження та молоді роки нічого невідомо. У 379 році до н. е. заступився за стратега Сфодрія, якого вимагали стратити афіняни за злочини проти афінського поліса. Річ у тому, що коханцем Архідама був син Сфодрія — Клеонім. Втім це поглибило конфлікт між Спартою та Афінами. У 371 році до н. е. замість хворого батька очолив спартанське військо, що рушило на допомогу армії на чолі із Клеомбротом I, який перебував в Беотії. Але Архідам зустрів рештки спартанських військ в Мегасфені (область Мегаріда), яких було переможено беотійцями в битві біля Левктрів.
У 368 році до н. е. знову очолив військо, яке мало знищити нещодавно утворений Аркадійський союз. Архідам дійшов до Мегалополя, але не зміг його захопити. На зворотному шляху між Євтресією та Медеями завдав поразки аркадо-мессенському війську. Але 364 року до н. е. зазнав поразки від Аркадійського союзу в битві при Кромнах. 362 року захистив Спарту від фіванського війська, яке після перемоги у битві біля Мантінеї намагалося захопити Лакедемон.

### Цар
Після смерті батька 360 року до н. е. став одним з царів Спарти. 356 року до н. е. долучився до підготовки Третьої Священної війни проти Амфіктонії, надавши 15 талантів особистих коштів Філомелу, стратегу Фокідського союзу. Цар розглядав цю війну як засіб послаблення Фів, розраховуючи в разі успіху ліквідувати Аркадійський союз та знову підкорити Мессенію. Водночас зовнішній успіх Архідам III розраховував використати для посилення власної влади та послаблення Ефорату й Герусії. Проте Фокіда зазнала поразки.
У 353 році до н. е. з огляду на загрозу для Середньої Греції з боку Філіппа II, царя Македонії, Архідам III на чолі 1 тис. гоплітів рушив на оборону Фермопіл.
346 року до н. е. рушив на допомогу критському місту Літт, що воювала проти іншого міста Кносс. Доволі швидко спартанський цар завдав поразки Фалеку, очільнику найманців на службі Кносса. 343 року до н. е. вирушив на допомогу Таренту, який потерпав через напади племен луканів та мессапів.
З 342 року дон. е. із перемінним успіхом воював у Великій Греції. Спочатку завдав поразки луканам. Але згодом виявився втягнутим у війну на ворожій території. Зрештою 338 року до н. е. Архідам III зазнав поразки від лукан (за іншими джерелами — мессапів) в битві біля Мандонії (Мандруії) або Манфиріоні, де й загинув. Йому спадкував в Спарті старший син Агіс III.